# غضون
الغُضون (بالإنجليزية: Rugae)‏ هو مصطلح يستخدم في التشريح للإشارة إلى سلسلة الحروف التي تنتج عن ثنْي جدار عضو ما. وينطبق هذا المصطلح بوجه عام على السطح الداخلي للمَعِدة (غُضون المَعِدَة (gastric rugae)). وتتمثل وظيفة الغُضون في السماح للمعدة وغيرها من الأنسجة بالتوسّع عند الحاجة لذلك. وعند عدم امتلاء المعدة، تكون الغُضون عبارة عن ثنايا في النسيج. وعلى الرغم من ذلك، تتسع المعدة عند امتلائها من خلال فك ثنايا الغُضون. وعندما تصبح المعدة فارغة مرة أخرى، تنثني الغُضون مرة أخرى وتزداد إلى حجمها السابق.
الأماكن الأخرى التي توجد بها الغُضون بجسم الإنسان:
- تجاعيد الصّفن (scrotum)
- الحنَك الصلب (Hard palate) الموجود خلف الأسنان الأمامية العُلْوية مباشرة
- داخل المثانة
- المِهْبَل
- المرارة
- داخل المَعِدة